# João Duarte do Sacramento
João Duarte do Sacramento (Anjos, Lisboa, c. 1610 — Recife, 10 de janeiro de 1686) foi um padre oratoriano português e nomeado segundo bispo da Diocese de Olinda. Não chegou a ser sagrado, pois sua nomeação só chegou ao Brasil após sua morte. Viveu em Pernambuco e possuia grande espírito missionário. Viajou pelo interior, fundando missões, conventos e igrejas.

## Biografia
Criado sob a orientação do fundador da Congregação do Oratório em Lisboa, Bartolomeu do Quental, partiu para o Brasil em fins de 1659., juntamente com seu companheiro João Rodrigues Vitória. Sua intenção era atuar como missionário entre os índios. Estabeleceram-se na ermida de São Gonçalo no Cabo de Santo Agostinho. Seguindo o Rio Capibaribe, penetraram pelo sertão, ao longo do Rio São Francisco. Adoentados, os companheiros retornam ao litoral e passaram a habitar a ermida de Santo Amaro, próximo a Olinda.
Após a saída dos holandeses de Pernambuco, Sacramento e Vitória pediram licença para viver em comunidade em um estilo de vida eremítico, o que lhes é concedido em 18 de fevereiro de 1664. Cinco anos depois, o grupo era formado por cinco padres e sete estudantes. A aprovação do Papa veio em 1671, juntamente com a indicação de que a congregação deveria seguir a regra da Congregação do Oratório de São Filipe de Néri. Este formato não contemplava as intenções missionárias do grupo, de forma buscou-se uma nova aprovação. Esta viria em 19 de março de 1674. Esta foi a primeira ordem religiosa do País.
Os padres receberam da Coroa as missões em Nossa Senhora da Montanha (aldeia de Ararobá), fundada em 1669, depois vila de Cimbres, que viria a originar o município de Pesqueira; A missão Mãe de Deus (aldeia de Tapessurama), no Ceará; Nossa Senhora da Apresentação de Ipojuca (1670); Araruta e Limoeiro, em São Lourenço da Mata, onde fundou a capela.
Sacramento intercedeu intensivamente ao rei Dom Pedro II de Portugal para a criação da Diocese de Olinda. Foi o substituto do primeiro bispo em períodos de ausência. Fundou a Igreja Matriz de Cabrobó.
Em 1685 uma epidemia de febre amarela atingiu Recife. Os padres oratorianos empenharam-se no atendimento à população, mas também foram atingidos. O padre Sacramento faleceu em 10 de janeiro de 1686, vitimado pela febre amarela, e foi sepultado na Igreja da Madre de Deus em Recife. Havia sido nomeado o segundo bispo da diocese de Olinda, mas a notícia só chegou após a sua morte.